# Brian Walton
Brian Clifford Walton (ur. 18 grudnia 1965 w Ottawie) – kanadyjski kolarz torowy, szosowy i przełajowy, srebrny medalista olimpijski.

## Kariera
Największy sukces w karierze Brian Walton osiągnął w 1996 roku, kiedy zdobył srebrny medal w wyścigu punktowym podczas igrzysk olimpijskich w Atlancie. W zawodach tych wyprzedził go jedynie Włoch Silvio Martinello, a trzecie miejsce zajął Australijczyk Stuart O’Grady. Był to jedyny medal wywalczony przez Waltona na międzynarodowej imprezie tej rangi. Wziął także udział w igrzyskach olimpijskich w Seulu i igrzyskach w Sydney, ale bez sukcesów. W 1994 roku wystąpił na igrzyskach Wspólnoty Narodów w Victorii, zdobywając brązowy medal na dystansie 10 mil, a na rozgrywanych rok później igrzyskach panamerykańskich w Mar de Plata zwyciężył szosowym wyścigu ze startu wspólnego i był trzeci w indywidualnym wyścigu na dochodzenie. Ostatni medal wywalczył podczas igrzysk panamerykańskich w Winnipeg, kiedy ponownie był najlepszy w wyścigu ze startu wspólnego. Poza tym na szosie wygrał między innymi brytyjski Milk Race w 1989 roku, niemiecki Bayern Rundfahrt w 1991 roku i kanadyjski Tour de White Rock w 1995 roku. Startował również w kolarstwie przełajowym, ale bez większych sukcesów. Nigdy nie zdobył medalu na szosowych, przełajowych ani torowych mistrzostwach świata.